# عصام فارس
عصام فارس (10 مايو 1937 -)، سياسي لبناني. انتخب عضوًا بمجلس النواب اللبناني لدورتين، كما إنه عين نائبًا لرئيس مجلس الوزراء في 3 حكومات. يعد من المقربين من الحزب السوري القومي الاجتماعي.

## حياته العلمية والعملية
- تخرج من كلية طرابلس في لبنان، كما إنه منح الدكتوراه الفخرية في الاقتصاد من جامعات أمريكية وعالمية عدة وأبرزها جامعة تافتس في بوسطن.
- بعام 1975 عمل في «شركة بيلا» في لبنان، وبنفس العام امتلك شركة مقاولات كبرى، وبفترة أخرى من حياته ترأس مجموعة شركات تجارية وصناعية وخدماتية تحت اسم «مجموعة ويدج» (بالإنجليزية: Wedge Corporation).
- انشأ «مؤسسة فارس» التي ترعى عددًا من النشاطات التربوية والاجتماعية في لبنان.
- بعام 1996 انتخب نائبًا الشمال دائرة عكار عن مقعد الروم الأرثوذكس، وإعيد انتخابه بعام 2000 في دائرة الشمال الأولى عن مقعد الروم الأرثوذكس، ولم يترشح لانتخابات عام 2005 و2009.
- عين نائبًا لرئيس مجلس الوزراء بثلاثه وزارات متتالية:
  - من 26 أكتوبر 2000 حتى 17 أبريل 2003 في حكومة الرئيس رفيق الحريري في عهد الرئيس إميل لحود.
  - من 17 أبريل 2003 حتى 26 أكتوبر 2004 في حكومة الرئيس رفيق الحريري في عهد الرئيس إميل لحود.
  - من 26 أكتوبر 2004 حتى 19 أبريل 2005 في حكومة الرئيس عمر كرامي في عهد الرئيس إميل لحود.
- حصل على العديد من الأوسمة من لبنان ومن عدد من دول العالم.
- لديه عدد من المشاركات بالندوات، حيث يلقي بها محاضرات تهتم بالأمور السياسية والاقتصادية.

## حياتة الاسرية
متزوج من هلا فارس، ولديهما من الأبناء:
- مايكل.
- نجاد.
- فارس.
- نور.